# Johann David Schoepff

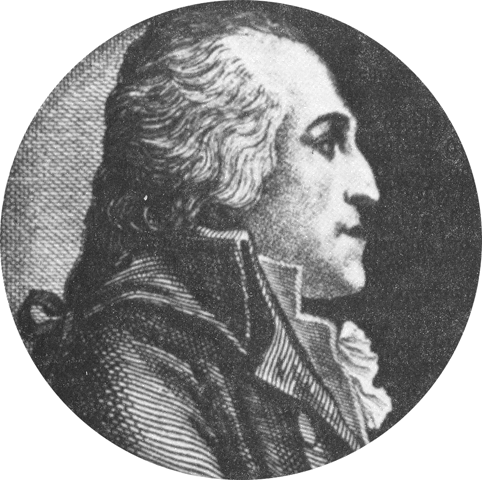
Johann David Schoepff

Johann David Schoepff, Schoepf o Schöpf (Bayreuth, 8 marzo 1752 – Ansbach, 10 settembre 1800), è stato uno zoologo, botanico, esploratore, biologo e naturalista tedesco, celebre per la sua esplorazione del Nordamerica.

## Biografia
Seguì all'Università di Erlanger gli insegnamenti del naturalista Philipp Ludwig Statius Müller (1725-1776) e dell'ultimo allievo di Carl von Linné, Johann Christian Daniel von Schreber (1739-1810). Ottenne il dottorato in medicina nel 1776. Nel 1777, il margravio di Ansbach, Christian Friedrich Carl Alexander, per liberarsi di un debito dovuto all'Inghilterra, inviò un contingente di 1285 uomini per aiutare la corona inglese a reprimere la ribellione americana. Schoepff si aggregò come chirurgo e medico volontario. Queste truppe giunsero nel giugno 1777 a Staten Island per tutta la durata della guerra. Dopo la fine di questa, ottenne il permesso di restare negli Stati Uniti per viaggiare e studiare. Percorse così, spesso a piedi, i territori tra New York e le Florida. Si recò anche nelle Bahamas.

## Opere
Pubblicò nel 1787: Materia medica americana potissimum regni vegetabilis, che è il primo studio sulle piante medicinali del Nordamerica. Al suo ritorno in patria, pubblicò il resoconto delle sue osservazioni sulla nuova nazione americana, il suo libro, Reise (1788), ottenne un immediato successo. Si appassionò particolarmente per le tartarughe e ne fece giungere un gran numero in Europa, compresi alcuni esemplari viventi. Egli in effetti particolarmente giungere al suo vecchio professore, Schreber che descrive così la Rana pipiens.
Schoepff iniziò a scrivere nel 1792 un importante testo su questi animali. Completò le sue proprie osservazioni con la visita dai musei di storia naturale e delle collezioni private nei Paesi Bassi ed in Prussia. Ma la sua morte improvvisa gli impedì di finire il suo progetto.
Una parte di questo libro fu pubblicata simultaneamente in parecchie versioni (latina e tedesca, con tavole in bianco e nero o colorate) tra il 1792 e il 1801. Schreber curò l'uscita postuma di questo lavoro.
| Schoepff è l'abbreviazione standard utilizzata per le specie animali descritte da Johann David Schoepff. Categoria:Taxa classificati da Johann David Schoepff |